# Araneus squamifer
Araneus squamifer är en spindelart som först beskrevs av Eugen von Keyserling 1886.  Araneus squamifer ingår i släktet Araneus och familjen hjulspindlar.
Artens utbredningsområde är Queensland. Inga underarter finns listade i Catalogue of Life.